# Ron Perlman
Ronald N. Perlman, född 13 april 1950 i Washington Heights i New York, är en amerikansk skådespelare. Han funderade på att ge upp sina skådespelarambitioner innan han fick frågan att spela Salvatore i Rosens namn (1986) vilket ledde till hans genombrott i såpoperan Skönheten och odjuret (1987-1990). För rollen som Vincent mottog han 1989 en Golden Globe för Bästa huvudroll i en dramaserie. Han har sedan arbetat i flera av Guillermo del Toros filmer som Cronos (1993), Blade II (2002), Hellboy (2004), Hellboy II: The Golden Army (2008), Pacific Rim (2013), Nightmare Alley (2021) och Pinocchio (2022). Bland Perlmans övriga roller märks De förlorade barnens stad (1995), Alien återuppstår (1997), Sons of Anarchy (2008-2013), Drive (2011) och Don't Look Up (2021). Han är också en flitigt använd röstskådespelare inom både TV och Datorspel.

## Biografi

### Uppväxt
Ron Perlman föddes som son till kommunalanställda Dorothy Rosen och TV-reperatören Bertram "Bert" Perlman. Hans far var även jazztrumslagare. Familjen härstammar från Ungern och Polen och är judiska. Perlman var mobbad för sin övervikt och sitt utseende i sina unga år. Han har trots det sagt att han hade en bra barndom. Han har senare nämt att det antagligen är de erfarenheterna som får honom att dras till roller med deformationer och som är älskvärda.
Perlman hade en mycket nära relation till sin far som var den som övertalade honom att bli skådespelare efter att ha sett honom uppträda i en uppsättning av Guys and Dolls på College. Perlman examinerades från George Washington High School 1967 och Lehman College 1971. Han tog sin master i teater på University of Minnesota och examinerades 1973.

### Tidig karriär och genombrott
Perlman började sin karriär inom teater där han fick uppmärksamhet för sin roll i pjäsen Sunset (1977) och gjorde sin TV debut i såpoperan Ryan's Hope 1979. Han gjorde sin filmdebut i regissören Jean-Jacques Annauds fantasyfilm Kampen om elden (1981). När Annaud närmade sig Perlman igen med rollen som Salvatore i Rosens namn (1986) funderade Perlman på att lägga ner sin skådespelarkarriär. Men möjligheten att få spela mot sin idol Sean Connery fick honom att tacka ja till rollen. Rollen krävde att han sminkades i 12 timmar och gav honom internationell uppmärksamhet.
När Rosens namn gick på biograferna och en maskdesigner på en ny TV-serie hörde talats om en skådespelare som hade vana att bära mask och verkade trivas med det fick Perlman rollen som Vincent i Skönheten och odjuret (1987-1990), med Linda Hamilton som motspelare. Serien gick på bästa sändningstid på TV-kanalen CBS samt i Sverige och blev en stor tittarsuccé. Det blev Perlmans stora genombrott och belönade honom med en Golden Globe Award för Bästa skådespelare i en dramaserie 1989.

### Etablerad karriär och första huvudrollen

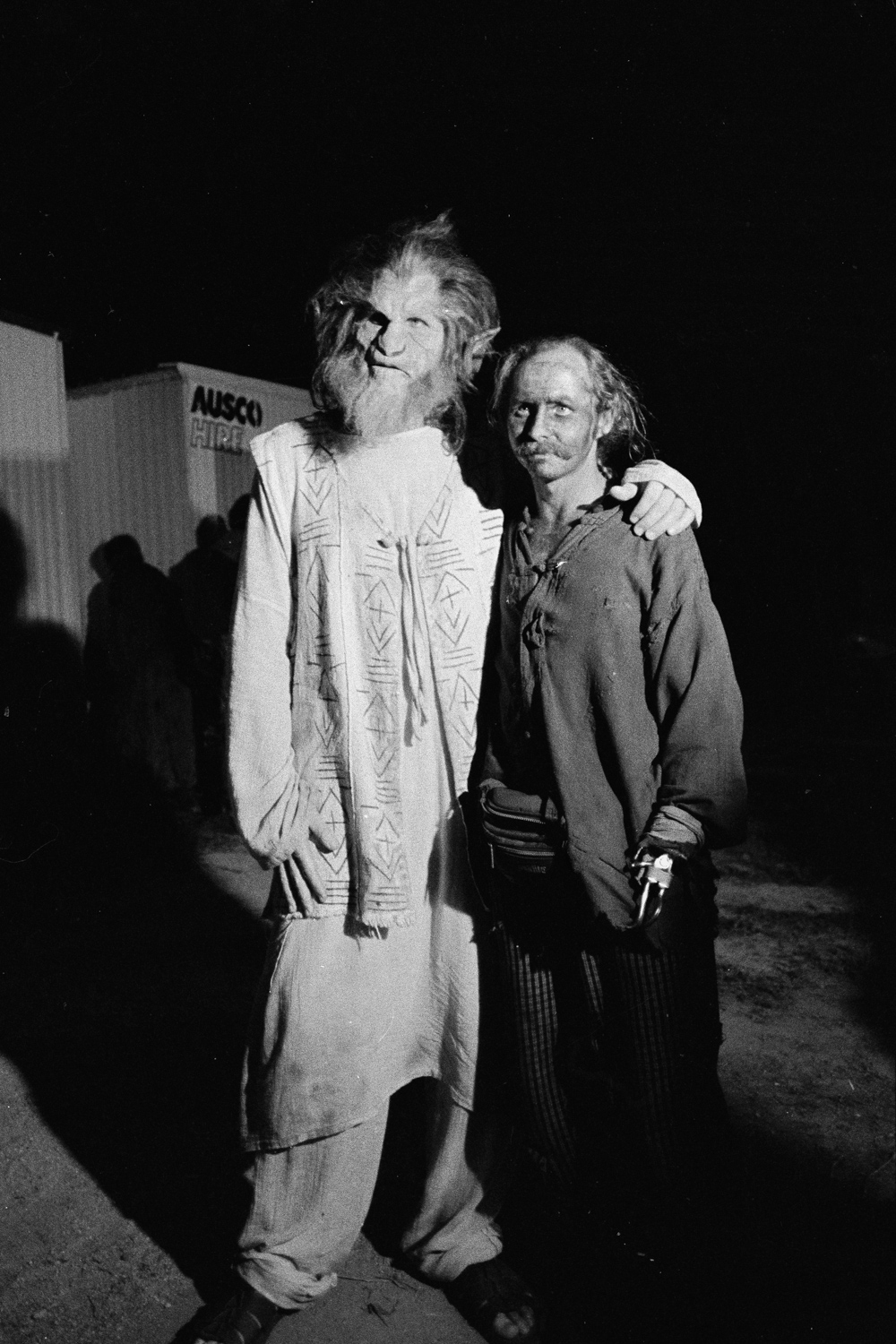
Ron Perlman (vänster) i full kostym tillsammans med en statist under inspelningen av The Island of Dr. Moreau söder om Cairns i Queensland (Australien) 1995.

Perlman fortsatte spela biroller i filmer som filmatiseringen av Stephen Kings Sömngångare (1992) och medverkade i sitt första samarbete med regissören Guillermo del Toro i dennes debutfilm Cronos (1993), ett samarbete som skulle fortsätta i många år. Flera stora biroller följde med filmer som Romeo Is Bleeding (1993), Huckleberry Finns äventyr (1993) och Polisskolan 7: Uppdrag i Moskva (1994) innan han fick sin första huvudroll i den franskspråkiga sciencefiction filmen De förlorade barnens stad (1995) som fick ett mycket bra mottagande bland kritiker. Han syntes också bredvid Cameron Diaz i den svarta komedin Den sista måltiden (1995).
Perlman hade ytterligare en roll som krävde en mask i den problemdrabbade filmen The Island of Dr. Moreau (1996) som ändrade regissör en vecka in i inspelning. Filmens huvudroll Marlon Brando vägrade också infinna sig vid inspelningsstart och vägrade lära sig sina repliker då hans dotter nyligen tagit sitt liv. Även Val Kilmer som ersatte Bruce Willis gjorde sig svårtillgänglig och Rob Morrow hoppade av mitt i inspelningarna för han tröttnade på att manuset skrevs om hela tiden. Perlman hade en större biroll i Alien återuppstår (1997) och en av huvudrollerna i TV-serien The Magnificent Seven (1998-2000). Han återförenades med Jean-Jacques Annaud i Enemy at the Gates (2001) och med Guillermo del Toro i Blade II (2002). Samma år medverkade han i sciencefiction filmen Star Trek: Nemesis där han och hans motspelare Tom Hardy blev goda vänner.

### Hellboy
Perlman återförenades med del Toro återigen för att spela titelkaraktären i serietidnings adaptionen Hellboy (2004). Seriens skapare Mike Mignola och del Toro hade försökt få filmen gjord i flera år men avvisades av flera filmbolag och filmstudios som varken gillade titeln, manuset eller Perlman som en huvudrollsinnehavare. För del Toro var Perlman given i rollen som Hellboy och de båda skrev karaktärens dialog tillsammans. Filmen blev en modest framgång hos biopubliken men fick ett bra mottagande från kritiker. Även Perlman blev hyllad för sin insats, filmkritikern Roger Ebert skrev: "Och i Ron Perlman har filmen hittat en skådespelare som inte bara spelar en superhjälte utan njuter av det... Du ser en skådespelares process att få en omöjlig karaktär att verkligen fungera."
Efter Hellboy gjorde del Toro sitt stora epos Pans labyrint (2006) som blev en stor succé så när uppföljaren Hellboy II: The Golden Army (2008) planerades fick den ett varmare mottagande hos filmbolagen. Däremellan gjorde Perlman även röstrollen åt Hellboy i de animerade filmerna Hellboy: Sword of Storms (2006) och Hellboy: Blood and Iron (2007). Perlman var redan en framgångsrik röstskådespelare och har hörts i flera animerade TV-serier som inkluderar Batmanskurken Clayface och Äventyrsdags figuren The Lich. Han är också igenkänd för att göra rösten åt karaktären Slade i datorspelet Turok (2008), samt berättarrösten i flera av Fallout-spelen. En tredje del av Hellboy var länge på gång men blev aldrig av då del Toro blev upptagen med bland annat Hobbit-trilogin. Istället gjordes nyinspelningen Hellboy (2019) med David Harbour som titelkaraktären.

### Vidare karriär

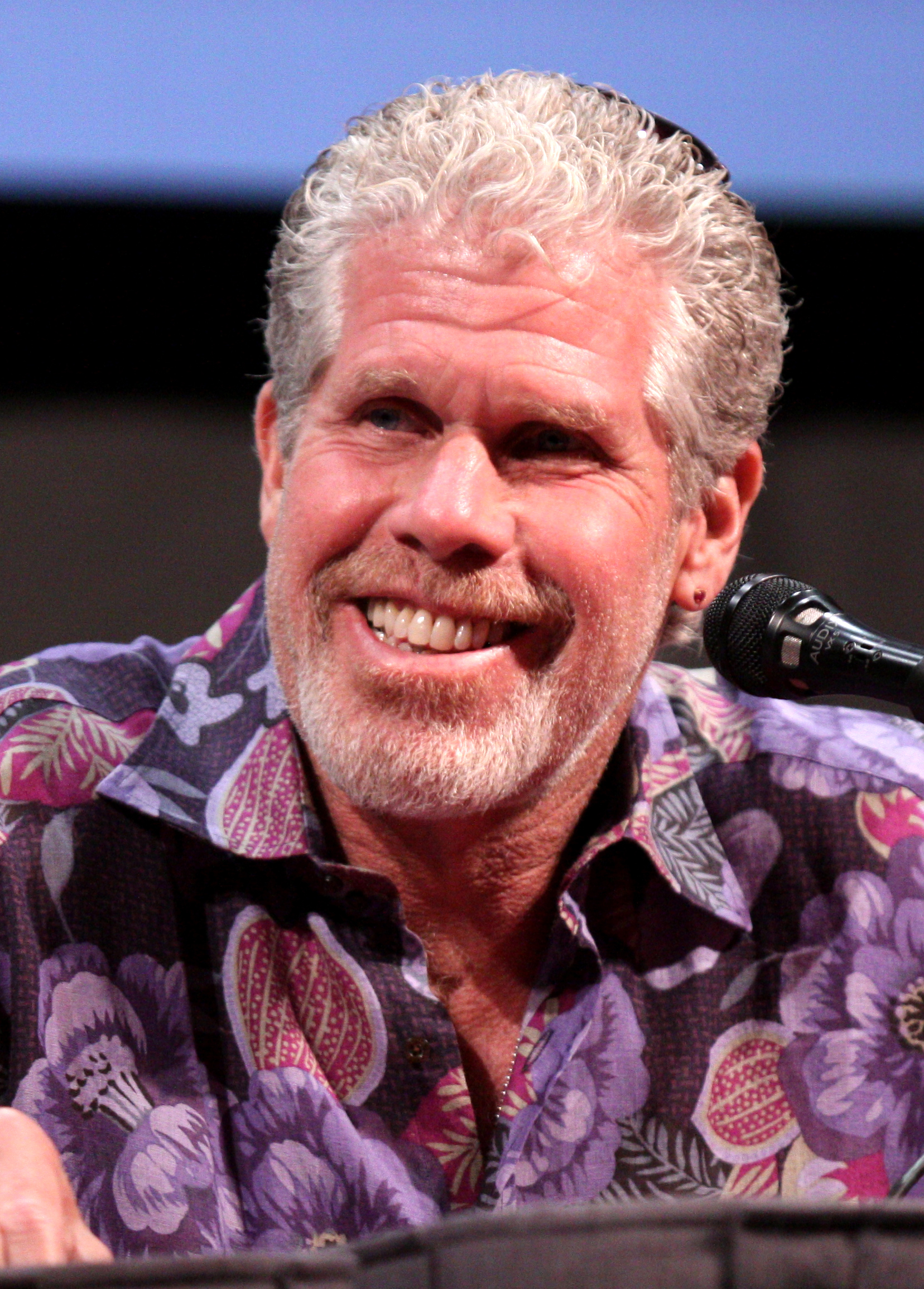
Perlman på Comic Con i San Diego 2011.

Perlman medverkade i serien Sons of Anarchy (2008-2013) som gängledaren Clay Morrow. Serien mottogs väl av både kritiker och tittare och varade i sju säsonger varav Perlman var med till slutet av sjätte säsongen. Perlman ersatte Mickey Rourke i nyinspelningen Conan the Barbarian (2011) där han hade birollen som titelkaraktärens far. När han sökte den lilla och till en början ointressanta rollen som gangstern Nino i Drive (2011) blev den danske regissören Nicolas Winding Refn förvånad eftersom Perlman medverkat i "så många fantastiska filmer". Winding Refn var tvungen att fråga varför Perlman sökte rollen varpå han svarade: "Jag har alltid velat spela en judisk man som vill vara en italiensk gangster, för det är vad jag är – en judisk pojke från New York". Det cementerade rollen direkt för regissören och tillsammans utvecklade de karaktären. Filmen blev kritikerrosad och en stor finansiell framgång. Den blev också framröstad av många kritiker till det årets bästa film.
Perlman återförenades med del Toro för femte gången i sciencefiction filmen Pacific Rim (2013). Han syntes sedan i huvudrollen som den korrupta domaren i Hand of God (2014-2017) som gick i två säsonger. Han syntes också i en större roll i säsong två och tre av StartUp (2017-2018). Perlman spelade rollen som krigsveteranen Benedict Drask i den stjärntäta politiska satiren Don't Look Up (2021) sidan om Leonardo DiCaprio, Jennifer Lawrence, Meryl Streep, Cate Blanchett, Jonah Hill, Mark Rylance och Timothée Chalamet. Filmen blev hyllad av kritiker och ovanligt nog av forskare för  sin exakta tolkning av politiker och allmänhetens icke respons mot klimatkrisen samt för sin liknelse om hur fake news och högerpopulism polariserar fakta som en åsikt. Perlman återförenades åter igen med del Toro för filmerna Nightmare Alley (2021) och Guillermo del Toro's Pinocchio (2022) där han i den sistnämnda gjorde röstrollen åt Podestàn.

## Privatliv
Perlman gifte sig med den afro-jamaikanska smyckesdesignern Opal Stone på alla hjärtans dag 1981. Tillsammans fick de dottern Blake Amanda (född 1984) och sonen Brandon Avery (född 1990). Paret skilde sig 2019 efter att Perlman träffat sin medspelare från TV-serien StartUp, Allison Dunbar. Han gifte sig med Allison Dunbar i Italien 2022. Hans son Brandon gör elektronisk musik under artistnamnet Delroy Edwards.
Perlman har varit demokrat hela sitt liv och han har protesterat högljutt mot presidenten Donald Trump. Trumps son Donald Trump Jr. har kallat Perlman för en "fegis" då Trump Jr. anklagat Perlman för att varit vetandes om alla de övergrepp Harvey Weinstein gjort sig skyldig till och varit tyst om det. År 2018 sade Perlman att han medvetet hade kissat på sin hand innan han tog i hand på Weinstein. "Jag tänker på det varje gång lilla Donnie [Trump Jr.] öppnar sitt KFC" har han lagt till. Den 9 november 2016 annonserade Perlman på Facebook att han skulle ställa upp som kandidat inför presidentvalet 2020. I januari 2019 uttryckte han sitt stöd för Kamala Harris.

## Filmografi

### Film
| Årtal | Titel                                                       | Roll                                | Notering                 |
| ----- | ----------------------------------------------------------- | ----------------------------------- | ------------------------ |
| 1981  | Kampen om elden                                             | Amoukar                             |                          |
| 1984  | The Ice Pirates                                             | Zeno                                |                          |
| 1986  | Rosens namn                                                 | Salvatore                           |                          |
| 1988  | Motvilligt vittne                                           | Jacob Shuler                        | TV-film                  |
| 1992  | Blind Man's Bluff                                           | Frank Cerrillo                      | TV-film                  |
| 1992  | Sömngångare                                                 | Captain Soames                      |                          |
| 1993  | Cronos                                                      | Angel de la Guardia                 |                          |
| 1993  | Romeo Is Bleeding                                           | Jacks advokat                       |                          |
| 1993  | Huckleberry Finns äventyr                                   | Papp Finn                           |                          |
| 1993  | Arly Hanks                                                  | Jim-Bob Buchanan                    | TV-film                  |
| 1994  | When the Bough Breaks                                       | Dr. Douglas Eben                    |                          |
| 1994  | Double Exposure                                             | John McClure                        |                          |
| 1994  | The Cisco Kid                                               | Lt. Colonel Delacroix               | TV-film                  |
| 1994  | Polisskolan 7: Uppdrag i Moskva                             | Konstantine Konali                  |                          |
| 1994  | Sensation                                                   | Detective Pantella                  |                          |
| 1995  | De förlorade barnens stad                                   | One                                 |                          |
| 1995  | Fluke                                                       | Sylvester                           |                          |
| 1995  | Original Sins                                               | Chas Bradley                        | TV-film                  |
| 1995  | Mr. Stitch                                                  | Doctor Frederick Texarian           | TV-film                  |
| 1995  | Den sista måltiden                                          | Norman Arbuthnot                    |                          |
| 1995  | Crying Freeman                                              | Detective Netah                     | Röstroll, okrediterad    |
| 1995  | The Adventures of Captain Zoom in Outer Space               | Lord Vox of Vestron                 | TV-film                  |
| 1996  | The Island of Dr. Moreau                                    | Sayer of the Law                    |                          |
| 1997  | Prince Valiant                                              | Boltar                              |                          |
| 1997  | Tinseltown                                                  | Cliff                               |                          |
| 1997  | Det andra inbördeskriget                                    | Alan Manieski                       | TV-film                  |
| 1997  | Alien återuppstår                                           | Johner                              |                          |
| 1997  | The Protector                                               | Dr. Ramsey Krago                    |                          |
| 1998  | I Woke Up Early the Day I Died                              | Kyrkogårdsvaktmästare               |                          |
| 1998  | Frogs for Snakes                                            | Gascone                             |                          |
| 1998  | A Town Has Turned to Dust                                   | Jerry Paul                          | TV-film                  |
| 1998  | Betty                                                       | Donnie Shank                        |                          |
| 1998  | Fievel och den nya världen 3 - Den förlorade skatten        | Mr. Grasping                        | Röstroll                 |
| 1998  | Houdini - en flört med döden                                | Bokningsagent                       | TV-film                  |
| 1999  | Supreme Sanction                                            | The Director                        | TV-film                  |
| 1999  | Primal Force                                                | Frank Brodie                        | TV-film                  |
| 1999  | Happy, Texas                                                | Marshal Nalhober                    |                          |
| 2000  | The King's Guard                                            | Lord Morton                         |                          |
| 2000  | Operation Sandman                                           | Dr. Harlan Jessup                   | TV-film                  |
| 2000  | Price of Glory                                              | Nick Everson                        |                          |
| 2000  | Bread and Roses                                             | Sig själv                           | Cameo                    |
| 2000  | The Trial of Old Drum                                       | Charles Burden Sr.                  | TV-film                  |
| 2000  | Stroke                                                      | Schumaker                           |                          |
| 2000  | Titan A.E.                                                  | Sam Tucker                          | Röstroll                 |
| 2001  | Down                                                        | Mitchell                            |                          |
| 2001  | Enemy at the Gates                                          | Koulikov                            |                          |
| 2002  | L'Chayim, Comrade Stalin!                                   | Berättare                           | Dokumentär               |
| 2002  | Blade II                                                    | Dieter Reinhardt                    |                          |
| 2002  | Night Class                                                 | Morgan                              |                          |
| 2002  | Crime and Punishment                                        | Dusharo                             |                          |
| 2002  | Star Trek: Nemesis                                          | Reman Viceroy                       |                          |
| 2002  | Shakedown                                                   | Christopher 'St. Joy' Bellows       |                          |
| 2003  | Boys on the Run                                             | Kapten                              |                          |
| 2003  | Rats                                                        | Dr. William Winslow                 |                          |
| 2003  | Hoodlum & Son                                               | 'Ugly' Jim McCrae                   |                          |
| 2003  | Absolon                                                     | Murchison                           |                          |
| 2003  | Two Soldiers                                                | Colonel McKellog                    | Kortfilm                 |
| 2003  | Looney Tunes: Back in Action                                | Acme VP of Never Learning           |                          |
| 2004  | Comic Book: The Movie                                       | Sig själv                           | Cameo                    |
| 2004  | Hellboy                                                     | Hellboy                             |                          |
| 2004  | Quiet Kill                                                  | Detective Sergeant Perry            |                          |
| 2005  | The Second Front                                            | General von Binding                 |                          |
| 2005  | Missing in America                                          | Red                                 |                          |
| 2005  | Scooby Doo och Kleopatras förbannelse                       | Hotep, Ancient One #2               | Röstroll                 |
| 2005  | Tarzan II                                                   | Kago                                | Röstroll                 |
| 2006  | Scooby-Doo! Pirater i sikte!                                | Captain Skunkbeard, Biff Wellington | Röstroll                 |
| 2006  | Hellboy: Sword of Storms                                    | Hellboy                             | Röstroll                 |
| 2006  | I ondskans våld                                             | Collie Entragian                    | TV-film                  |
| 2006  | Local Color                                                 | Curtis Sunday                       |                          |
| 2006  | How to Go Out on a Date in Queens                           | Vito                                |                          |
| 2006  | The Last Winter                                             | Ed Pollack                          |                          |
| 2006  | Five Girls                                                  | Father Drake                        |                          |
| 2007  | In the Name of the King: A Dungeon Siege Tale               | Norick                              |                          |
| 2007  | Hellboy: Blood and Iron                                     | Hellboy                             | Röstroll                 |
| 2007  | Battle for Terra                                            | Elder Vorin                         | Röstroll                 |
| 2007  | Spiderwick                                                  | Redcap                              | Röstroll                 |
| 2008  | Espíritu del bosque                                         | Oak                                 | Röstroll                 |
| 2008  | Uncross the Stars                                           | Bobby Walden                        |                          |
| 2008  | Hellboy II: The Golden Army                                 | Hellboy                             |                          |
| 2008  | Outlander                                                   | Gunnar                              |                          |
| 2008  | Mutant Chronicles                                           | Brother Samuel                      |                          |
| 2009  | The Devil's Tomb                                            | Dr. Lee Wesley                      |                          |
| 2009  | Dark Country                                                | Deputy Thompson                     |                          |
| 2009  | I Sell The Dead                                             | Father Duffy                        |                          |
| 2009  | The Job                                                     | Jim                                 |                          |
| 2010  | Killer by Nature                                            | Dr. Julian                          |                          |
| 2010  | Trassel                                                     | Stabbington-bror                    | Röstroll                 |
| 2010  | The Legend of Secret Pass                                   | Parker                              | Röstroll                 |
| 2010  | Acts of Violence                                            | Priest Bill                         |                          |
| 2010  | Bunraku                                                     | Nicola                              |                          |
| 2010  | Season of the Witch                                         | Felson                              |                          |
| 2011  | The Littlest Angel                                          | God                                 | Röstroll                 |
| 2011  | Conan the Barbarian                                         | Corin                               |                          |
| 2011  | Drive                                                       | Nino                                |                          |
| 2011  | Elwood                                                      | Louie the Jaw                       | Kortfilm, även producent |
| 2012  | The Scorpion King 3: Battle for Redemption                  | Horus                               |                          |
| 2012  | Bad Ass                                                     | Mayor Williams                      |                          |
| 2012  | The Punisher: Dirty Laundry                                 | Big Mike                            | Kortfilm                 |
| 2012  | Crave                                                       | Pete                                |                          |
| 2012  | 3, 2, 1... Frankie Go Boom                                  | Phil                                |                          |
| 2012  | The Savoy King: Chick Webb & the Music That Changed America | Gene Krupa                          | Röstroll, dokumentär     |
| 2013  | Justice League: The Flashpoint Paradox                      | Slade Wilson / Deathstroke          | Röstroll                 |
| 2013  | Percy Jackson och monsterhavet                              | Polyfemos                           | Röstroll                 |
| 2013  | Pacific Rim                                                 | Hannibal Chau                       |                          |
| 2014  | The Virginian                                               | Judge Henry                         |                          |
| 2014  | Tbilisi, I Love You                                         | American motorcyclist               |                          |
| 2014  | Manolos magiska resa                                        | Xibalba                             | Röstroll                 |
| 2014  | 13 Sins                                                     | Chilcoat                            |                          |
| 2014  | Before I Disappear                                          | Bill                                |                          |
| 2014  | Kid Cannabis                                                | Barry Lerner                        |                          |
| 2014  | Dermaphoria                                                 | Anslinger                           |                          |
| 2014  | Skin Trade                                                  | Viktor Dragovic                     |                          |
| 2014  | Poker Night                                                 | Calabrese                           |                          |
| 2015  | Moonwalkers                                                 | Kidman                              |                          |
| 2015  | Bone in the Throat                                          | -                                   | Enbart producent         |
| 2015  | Stonewall                                                   | Ed Murphy                           |                          |
| 2016  | Chuck                                                       | Al Braverman                        |                          |
| 2016  | All I See Is You                                            | -                                   | Enbart producent         |
| 2016  | Fantastiska vidunder och var man hittar dem                 | Gnarlack                            | Röstroll                 |
| 2016  | Howard Lovecraft and the Frozen Kingdom                     | Shoggoth                            | Röstroll                 |
| 2017  | Howard Lovecraft and the Undersea Kingdom                   | Shoggoth                            | Röstroll                 |
| 2017  | All Nighter                                                 | -                                   | Enbart producent         |
| 2017  | Sergio and Sergei                                           | Peter                               | Även producent           |
| 2017  | Pottersville                                                | Sheriff Jack                        | Även producent           |
| 2018  | To Dust                                                     | -                                   | Enbart producent         |
| 2018  | The Escape of Prisoner 614                                  | The Sheriff                         | Även producent           |
| 2018  | Asher                                                       | Asher                               | Även producent           |
| 2018  | The Steam Engines of Oz                                     | Magnus                              | Röstroll                 |
| 2019  | Go Fish                                                     | Bernardo                            | Röstroll                 |
| 2019  | The Great War                                               | General Pershing                    |                          |
| 2019  | Run with the Hunted                                         | Birdie                              | Även producent           |
| 2019  | Hell on the Border                                          | Charlie Storm                       |                          |
| 2020  | Havana Kyrie                                                | Henry                               |                          |
| 2020  | Clover                                                      | Mr. Wiley                           |                          |
| 2020  | The Big Ugly                                                | Preston                             | Även producent           |
| 2020  | Monster Hunter                                              | Admiral                             |                          |
| 2021  | This Game's Called Murder                                   | Mr. Wallendorf                      |                          |
| 2021  | The Last Victim                                             | Sheriff Hickey                      |                          |
| 2021  | Boris Karloff: The Man Behind the Monster                   | Sig själv                           | Dokumentär               |
| 2021  | Nightmare Alley                                             | Bruno                               |                          |
| 2021  | Don't Look Up                                               | Benedict Drask                      |                          |
| 2022  | There Are No Saints                                         | Sans                                |                          |
| 2022  | The Baker                                                   | Pappi Sabinski                      |                          |
| 2022  | Guillermo del Toro's Pinocchio                              | Podestà                             | Röstroll                 |
| 2022  | How I Got There                                             | The Merc                            |                          |
| 2023  | Heroes of the Golden Masks                                  | Kunyi                               | Röstroll                 |
| 2023  | Transformers: Rise of the Beasts                            | Optimus Primal                      | Röstroll                 |
| 2023  | The Retirement Plan                                         | Bobo                                |                          |
| 2023  | Day of the Fight                                            | Stevie                              |                          |
| 2024  | The Instigators                                             | Mayor Miccelli                      |                          |
| 2024  | Succubus                                                    | Dr. Orion Zephyr                    |                          |
| 2024  | Absolution                                                  | Charlie Conner                      |                          |

### TV
| År        | Titel                                    | Roll                                  | Notering                                               |
| --------- | ---------------------------------------- | ------------------------------------- | ------------------------------------------------------ |
| 1979      | Ryan's Hope                              | Dr. Bernie Marx                       | 2 avsnitt                                              |
| 1985      | Stuntmannen                              | Thug                                  | Avsnitt: "Split Image"                                 |
| 1985      | Our Family Honor                         | Bausch                                | 2 avsnitt                                              |
| 1985      | MacGruder and Loud                       | Advokat                               | Avsnitt: "The Very Scary Man"                          |
| 1986      | The Insiders                             | Okänt                                 | Avsnitt: "Den of Thieves"                              |
| 1986      | Miami Vice                               | John Ruger                            | Avsnitt: "Walk-Alone"                                  |
| 1987-1990 | Skönheten och odjuret                    | Vincent                               | 55 avsnitt                                             |
| 1992-1993 | Batman: The Animated Series              | Matt Hagen / Clayface                 | Röstroll, 4 avsnitt                                    |
| 1993-1994 | Bonkers                                  | Sergeant Francis Q. Grating           | Röstroll, 17 avsnitt                                   |
| 1993      | Animaniacs                               | Satan, Sergeant Sweete                | Röstroll, 2 avsnitt                                    |
| 1993      | The Untouchables                         | Snake                                 | Avsnitt: "Railroaded"                                  |
| 1994      | Aladdin                                  | Arbutus, General Gouda                | Röstroll, 3 avsnitt                                    |
| 1994      | Mighty Max                               | Goar                                  | Röstroll, avsnitt: "Tar Wars"                          |
| 1994      | Den lilla sjöjungfrun                    | Apollo                                | Röstroll, avsnitt: "Heroes"                            |
| 1994-1995 | Phantom 2040                             | Graft                                 | Röstroll, 22 avsnitt                                   |
| 1995      | Tiny Toon Adventures                     | Mr. Scratch                           | Röstroll, avsnitt: "Night Ghoulery"                    |
| 1995      | Fantastic Four                           | Wizard, Bruce Banner / Hulk           | Röstroll, 2 avsnitt                                    |
| 1995      | Picture Windows                          | Gambler                               | Avsnitt: "Lightning"                                   |
| 1996      | Highlander                               | The Messenger                         | Avsnitt: "The Messenger"                               |
| 1996      | Iron Man                                 | Bruce Banner / Hulken                 | Röstroll, avsnitt: "Hulk Buster"                       |
| 1996      | Wing Commander Academy                   | Daimon Karnes                         | Röstroll, 2 avsnitt                                    |
| 1996      | Duckman                                  | Roland Thompson                       | Röstroll, avsnitt: "They Craved Duckman's Brain"       |
| 1996      | Mortal Kombat: Defenders of the Realm    | Kurtis Stryker                        | Röstroll, 13 avsnitt                                   |
| 1996-1998 | Hey Arnold!                              | Mickey Kaline                         | Röstroll, 2 avsnitt                                    |
| 1997-1999 | Stålmannen                               | Jax-Ur                                | Röstroll, 2 avsnitt                                    |
| 1997-1998 | The New Batman Adventures                | Clayface                              | Röstroll, 2 avsnitt                                    |
| 1997      | Tracey Takes On...                       | Stuart                                | Avsnitt: "Secrets"                                     |
| 1997      | Perversions of Science                   | 40132                                 | Avsnitt: "The Exile"                                   |
| 1997      | Godzilla: The Series                     | Leviathan Alien, Ship Captain         | Röstroll, avsnitt: "Leviathan"                         |
| 1998-2000 | The Magnificent Seven                    | Josiah Sanchez                        | 22 avsnitt                                             |
| 1998      | The Outer Limits                         | Lt. Colonel Brandon Grace             | Avsnitt: "Black Box"                                   |
| 1999      | Firman                                   | Roy                                   | Avsnitt: "The List"                                    |
| 1999      | Men in Black: The Series                 | Drekk, Javkor                         | Röstroll, avsnitt: "The Puppy Love Syndrome"           |
| 2000      | Den vilda familjen Thornberry            | Wild Horse                            | Röstroll, avsnitt: "Horse Sense"                       |
| 2000      | Jackie Chan Adventures                   | Karl                                  | Röstroll, avsnitt: "Shell Game"                        |
| 2000      | Buzz Lightyear, rymdjägare               | Leader                                | Röstroll, avsnitt: "Haunted Moon"                      |
| 2001      | Legenden om Tarzan                       | Colonel Nikolas Rokoff                | Röstroll, avsnitt: "Tarzan and the Lost Treasur"       |
| 2001      | Förhäxad                                 | Mr Kelleman                           | Avsnitt: "Wrestling with Demons"                       |
| 2001      | The Tick                                 | Fiery Blaze                           | Avsnitt: "Couples"                                     |
| 2003      | Static Shock                             | Dr. Koenig / Heavyman                 | Röstroll, avsnitt: "The Parent Trap"                   |
| 2003      | Justice League                           | Clayface / Orion                      | Röstroll, 4 avsnitt                                    |
| 2003-2006 | Teen Titans                              | Slade / Deathstroke                   | Röstroll, 17 avsnitt                                   |
| 2004-2007 | Danne Fantom                             | Vice Principal Mr. Lancer             | Röstroll, 23 avsnitt                                   |
| 2005      | Våran Scooby-Doo                         | Russian Inspector, Joe, Frozen Fiend  | Röstroll, avsnitt: "Diamonds Are a Ghouls Best Friend" |
| 2005      | I Love...                                | Sig själv                             | Avsnitt: "1982"                                        |
| 2005-2008 | The Batman                               | Killer Croc, Bane, Rumor              | Röstroll, 4 avsnitt                                    |
| 2006      | Masters of Horror                        | Dwayne Burcell                        | Avsnitt: "Pro-Life"                                    |
| 2006      | Justice League Unlimited                 | Orion                                 | Röstroll, avsnitt: "Flash and Substance"               |
| 2007      | Afro Samurai                             | Justice                               | Röstroll, 2 avsnitt                                    |
| 2007      | Kim Possible                             | Warhawk                               | Röstroll, 2 avsnitt                                    |
| 2007      | Avatar: Legenden om Aang                 | Firelord Sozin                        | Röstroll, avsnitt: "The Avatar and the Firelord"       |
| 2008-2010 | Chowder                                  | Arbor, Man                            | Röstroll, 3 avsnitt                                    |
| 2008-2012 | 1000 Ways to Die                         | Berättare                             | 45 avsnitt                                             |
| 2008-2013 | Sons of Anarchy                          | Clay Morrow                           | 75 avsnitt                                             |
| 2009      | Star Wars: The Clone Wars                | Gha Nachkt                            | Röstroll, 2 avsnitt                                    |
| 2009      | Robot Chicken                            | Tony Stark, Handy Ball                | Röstroll, avsnitt: "Tell My Mom"                       |
| 2010-2014 | Archer                                   | Ramon Limon                           | Röstroll, 2 avsnitt                                    |
| 2010      | Batman: Den tappre och modige            | Doctor Double X                       | Röstroll, avsnitt: "A Bat Divided!"                    |
| 2011-2020 | American Dad!                            | Monster Hunter, Colonel, Fang, Bandit | Röstroll, 4 avsnitt                                    |
| 2011-2017 | Äventyrsdags                             | The Lich                              | Röstroll, 10 avsnitt                                   |
| 2012      | DC Nation Shorts                         | Slade, Alfred Pennyworth              | Röstroll, 3 avsnitt                                    |
| 2013      | Gröna lyktan                             | Sinestro                              | Röstroll, avsnitt: "Prisoner of Sinestro"              |
| 2014-2017 | Hand of God                              | Judge Pernell Harris                  | 20 avsnitt, även producent                             |
| 2015      | The Blacklist                            | Luther Braxton                        | 2 avsnitt                                              |
| 2015      | SuperMansion                             | Blazar                                | Röstroll, 2 avsnitt                                    |
| 2015-2016 | Teenage Mutant Ninja Turtles             | Armaggon                              | Röstroll, 3 avsnitt                                    |
| 2016      | Turbo Fast                               | Darryl                                | Röstroll, avsnitt: "Keep on Truckin"                   |
| 2016      | Maron                                    | Mel                                   | 2 avsnitt                                              |
| 2016-2017 | Trollhunters                             | Bular                                 | Röstroll, 12 avsnitt                                   |
| 2017-2019 | Trassel: Serien                          | The Stabbington Brothers              | Röstroll, 3 avsnitt                                    |
| 2017-2018 | StartUp                                  | Wes Chandler                          | 20 avsnitt                                             |
| 2018-2019 | Final Space                              | John Goodspeed                        | Röstroll, 6 avsnitt                                    |
| 2018      | Transformers: Power of the Primes        | Optimus Primal                        | Röstroll, 7 avsnitt                                    |
| 2018      | The Truth About the Harry Quebert Affair | Roy                                   | 7 avsnitt                                              |
| 2019      | Splitting Up Together                    | Brock                                 | Avsnitt: "Welcome Home"                                |
| 2019      | Reprisal                                 | Big Graham                            | 3 avsnitt                                              |
| 2019-2022 | The Capture                              | Frank Napier                          | 10 avsnitt                                             |
| 2020      | Reno 911!                                | DUI Detainee                          | Avsnitt: "The Return of Diablo"                        |
| 2021      | Äventyrsdags: I fjärran land             | The Lich                              | Röstroll, avsnitt: "Together Again"                    |
| 2023      | Poker Face                               | Sterling Frost Sr.                    | Avsnitt: "The Hook"                                    |
| 2023      | Adventure Time: Fionna and Cake          | The Lich                              | Röstroll, 2 avsnitt                                    |
| 2024      | Mr. & Mrs. Smith                         | Toby Hellinger                        | Avsnitt: "Do You Want Kids?"                           |

### Teater
| År        | Titel                                    | Roll                      | Teater                                 |
| --------- | ---------------------------------------- | ------------------------- | -------------------------------------- |
| 1975      | A Country Scandal                        | Vengerovich               | Knickerbocker Theatre, New York        |
| 1975-1976 | Lika för lika                            | Lucio                     | Knickerbocker Theatre, New York        |
| 1976-1977 | The Architect and the Emperor of Assyria | The Emperor               | Turné i USA och Europa                 |
| 1977      | Sunset                                   | D.J. Rollins              | Studio Arena Theater, Buffalo          |
| 1979-1980 | Teibele and Her Demon                    | Beadle Treitel            | Brooks Atkinson Theatre, New York      |
| 1984      | Carmen                                   | Lillas Pastia             | Lincoln Center, New York               |
| 1990      | Self Storage                             | Cliff                     | Odyssey Theatre, Los Angeles           |
| 1990-1991 | På heder och samvete                     | Lt. Colonel Nathan Jessep | Music Box Theatre, New York            |
| 1991      | Love Letters                             | Andrew                    | Canon Theatre, New York                |
| 1996      | Bus Stop                                 | Dr. Gerald Lyman          | Circle in the Square Theatre, New York |

### Datorspel / Röstroller
| År   | Titel                                              | Röstroll                   | Notering        |
| ---- | -------------------------------------------------- | -------------------------- | --------------- |
| 1994 | The Adventures of Batman & Robin                   | Clayface                   | Okrediterad     |
| 1995 | Chronomaster                                       | Rene Korda                 |                 |
| 1997 | Fallout                                            | Butch Harris, Berättare    |                 |
| 1998 | Fallout 2                                          | Berättare                  |                 |
| 2001 | Icewind Dale: Heart of Winter                      | Wylfdene                   |                 |
| 2001 | Fallout Tactics                                    | Berättare                  |                 |
| 2003 | Batman: Rise of Sin Tzu                            | Clayface                   |                 |
| 2003 | True Crime: Streets of LA                          | Misha                      |                 |
| 2003 | Lords of EverQuest                                 | Lord Skass                 |                 |
| 2004 | The Chronicles of Riddick: Escape from Butcher Bay | Jagger Valance             |                 |
| 2004 | Halo 2                                             | Lord Hood                  |                 |
| 2005 | Gun                                                | Mayor Hoodoo Brown         |                 |
| 2005 | Narc                                               | Chief Ed Kowalski          |                 |
| 2005 | The Incredible Hulk: Ultimate Destruction          | Emil Blonsky / Abomination |                 |
| 2005 | The Outfit                                         | Tommy Mac                  |                 |
| 2006 | Teen Titans                                        | Slade                      |                 |
| 2006 | Justice League Heroes                              | Bruce Wayne / Batman       |                 |
| 2007 | Halo 3                                             | Lord Hood                  |                 |
| 2007 | Conan                                              | Conan the Barbarian        |                 |
| 2008 | Turok                                              | Slade                      |                 |
| 2008 | Hellboy: The Science of Evil                       | Hellboy                    |                 |
| 2008 | Fallout 3                                          | Berättare                  |                 |
| 2009 | Afro Samurai                                       | Justice                    | Engelsk dubning |
| 2010 | Tom Clancy's H.A.W.X 2                             | Dagger                     |                 |
| 2010 | Fallout: New Vegas                                 | Berättare                  |                 |
| 2010 | Tangled: The Video Game                            | Stabbington Brother        |                 |
| 2014 | Family Guy: The Quest for Stuff                    | Sig själv                  |                 |
| 2015 | Call of Duty: Black Ops III                        | Floyd Campbell             |                 |
| 2015 | Fallout 4                                          | Anchorman                  |                 |
| 2016 | Payday 2                                           | Rust                       |                 |
| 2016 | Lego Dimensions                                    | Gnarlack, The Lich         |                 |
| 2018 | Fallout 76                                         | The Speaker                |                 |
| 2020 | West of Dead                                       | William Mason              |                 |